# 아인 (남자 가수)
아인(본명: 김아인, (한국 한자: 金雅仁), 1994년 2월 15일 ~ )은 대한민국의 가수, KJ 뮤직 엔터테인먼트 소속의 대한민국 보이 그룹 일급비밀의 리더, 메인댄서 을 맡았다. 성격이 매우 온순하다고 한다. 육군 22사단 군악대를 만기 전역 하였으며 가수 필독과 동기이다. 22사단 군악대는 인피니트 성규, 버나드박, 윌콕스등등 과 같은 연예인들이 복무한 곳이다. 현재는 유튜버로 활동중이지만대한민국의 아이돌 그룹 에픽트레버스로 데뷔하고 활동하고 있다.

## 텔레비전 프로그램

### 방송
| 연도   | 기간     | 방송사 | 제목            | 역할   | 장르 | 비고                 |
| ------ | -------- | ------ | --------------- | ------ | ---- | -------------------- |
| 2022년 | 5월 24일 | 엠넷   | 《비 엠비셔스》 | 참가자 | 예능 | 출연 탈락 노리스펙트 |